# Illusion (album)
Albums de Illusion
Out of the Mist
(1977) Enchanted Caress
(enregistré en 1979
publié en 1990)
Illusion est le deuxième album du groupe de rock progressif britannique éponyme, sorti en 1978. 
Il a été produit par Paul Samwell-Smith, un ancien membre des Yardbirds, comme Jim McCarty et Keith Relf qui fondèrent Renaissance et puis Illusion (ce dernier est décédé juste avant que le projet n'aboutisse).

## Pochette
La pochette de l'album a été conçue par Graves / Aslett (Londres).

## Titres

### Face 1
1. Madonna Blue (McCarty)
2. Never Be The Same (McCarty)
3. Louis' Theme (Cennamo)[1]

### Face 2
1. Wings Across The Sea (McCarty)
2. Cruising Nowhere (McCarty)
3. Man Of Miracles (K.Relf / McCarty / Hawken)
4. The Revolutionary (J.McCarty / J.Hawken)

## Musiciens
- Jane Relf : chant
- Jim McCarty : chant, guitare acoustique, percussions
- John Knightsbridge : guitare électrique et acoustique
- Louis Cennamo : basse
- John Hawken : piano électrique Fender Rhodes, piano, mellotron, orgue Hammond,synthétiseurs (Minimoog, ARP, Polymoog), clavecin
- Eddie McNeil : batterie, percussions